# Óscar Rodríguez Gingins
Óscar Rodríguez Gingins (Osorno, 25 de octubre de 1945) es un director de telenovelas chilenas, conocido por ser uno los directores más exitosos durante la década de 1980 en Canal 13.

## Biografía
Cursó estudios de ingeniería comercial, que abandonó por una oferta de trabajo. Asumió como camarógrafo de la Corporación de Televisión de la Pontificia Universidad Católica de Chile en programas de televisión. Se perfeccionó en dirección y producción audiovisual en España. Luego, dirigió programas como El show del tío Alejandro y Almorzando en el Trece, conducido por Hernán Olguín entre 1978 y 1979.  
En 1980, Óscar Rodríguez se integró al equipo de telenovelas producidas por la recientemente fundada Área Dramática de Canal 13, bajo el núcleo ejecutivo de Ricardo Miranda. Al año siguiente, obtuvo la dirección general de La madrastra (1981), de Arturo Moya Grau. Este clásico melodrama alcanzó altos índices de sintonía jamás vistos en la televisión chilena de la época y fue la primera telenovela de ese país en ser producida y difundida en color.  
Durante la década de 1980, consagró su labor como director general con gran éxito de audiencias con producciones como Alguien por quien vivir, La noche del cobarde, Los títeres, Matrimonio de papel, Ángel malo, La invitación y Semidiós. En esta época frecuentaba trabajar los guiones de Arturo Moya Grau, Sergio Vodanovic y las adaptaciones de Jorge Díaz Saenger. 
En la década de 1990 y comenzó con gran éxito con ¿Te conté?, Villa Nápoli y Marrón Glacé, en esta última tuvo problemas de estrés y retraso en grabaciones precisamente por la infidelidad de Carolina Arregui (protagonista de la producción) y posterior ruptura matrimonial. En 1997 logró alcanzar el éxito tras cuatro años de desceleramiento profesional con Playa Salvaje, de Pablo Illanes, que recibió altos índices de audiencia. Posteriormente, dirigió Fuera de control, que en su primera emisión no obtuvo buenos resultados, sin embargo, se transformó en un fenómeno de culto. Renunció a Canal 13 en 2002.
En 2003 asumió como director de la carrera de Teatro y Comunicación Escénica de la Universidad de las Américas.
En 2004 Pablo Ávila, le concedió un contrato por un período de dos años con Televisión Nacional de Chile (TVN). «Su contratación fue pedida por Vicente Sabatini», declaró Ávila en Radio Cooperativa. En la televisión pública dirigió Ídolos (2004), protagonizada por la primera actriz del canal estatal Claudia Di Girolamo. Ídolos es considerada como la primera telenovela de horario nocturno de Chile. En 2005 estrenó Entre medias, protagonizada por Aline Kuppenheim. Para el 2006, Óscar Rodríguez no renovó contrato con TVN.
En 2007 dirigió la primera temporada de la serie juvenil musical Amango de Canal 13, protagonizada por Augusto Schuster, Denise Rosenthal y Magdalena Müller. Al año siguiente, dirigió la telenovela Ana y los siete (2008), coproducida por Chilevisión y Chilefilms y protagonizada por Alejandra Herrera.

## Vida personal
Entre 1977 y 1983, Óscar Rodríguez mantuvo una relación con la célebre actriz Sonia Viveros. Luego, conoció a la joven actriz Carolina Arregui, con quien se casó en 1984 y tuvo tres hijos: Óscar, Miguel y Mayte Rodríguez. En 1993, su matrimonio con Arregui llegó a su fin tras el escándalo de infidelidad de la actriz con el actor Fernando Kliche.

## Televisión
| Década | Año  | Título                   | N.º Eps. | Cargo            | Medio                        |
| ------ | ---- | ------------------------ | -------- | ---------------- | ---------------------------- |
| 1980   | 1981 | La madrastra             | 107      | Director general | Canal 13 (Chile)             |
| 1980   | 1982 | Alguien por quien vivir  | 130      | Director general | Canal 13 (Chile)             |
| 1980   | 1983 | La noche del cobarde     | 102      | Director general | Canal 13 (Chile)             |
| 1980   | 1984 | Los títeres              | 85       | Director general | Canal 13 (Chile)             |
| 1980   | 1985 | Matrimonio de papel      | 44       | Director general | Canal 13 (Chile)             |
| 1980   | 1986 | Ángel malo               | 101      | Director general | Canal 13 (Chile)             |
| 1980   | 1987 | La invitación            | 70       | Director general | Canal 13 (Chile)             |
| 1980   | 1988 | Semidiós                 | 125      | Director general | Canal 13 (Chile)             |
| 1980   | 1989 | Matilde dedos verdes     | 30       | Director general | Canal 13 (Chile)             |
| 1990   | 1990 | ¿Te conté?               | 102      | Director general | Canal 13 (Chile)             |
| 1990   | 1991 | Villa Nápoli             | 98       | Director general | Canal 13 (Chile)             |
| 1990   | 1992 | El palo al gato          | 70       | Director general | Canal 13 (Chile)             |
| 1990   | 1993 | Marrón glacé             | 94       | Director general | Canal 13 (Chile)             |
| 1990   | 1994 | Top secret               | 85       | Director general | Canal 13 (Chile)             |
| 1990   | 1996 | Marrón glacé, el regreso | 96       | Director general | Canal 13 (Chile)             |
| 1990   | 1997 | Playa salvaje            | 99       | Director general | Canal 13 (Chile)             |
| 1990   | 1999 | Fuera de control         | 97       | Director general | Canal 13 (Chile)             |
| 2000   | 2000 | Corazón pirata           | 106      | Director general | Canal 13 (Chile)             |
| 2000   | 2004 | Ídolos                   | 84       | Director general | Televisión Nacional de Chile |
| 2000   | 2005 | Entre medias             | 66       | Director general | Televisión Nacional de Chile |

| Década | Año  | Título          | Cargo            | Notas | Medio            |
| ------ | ---- | --------------- | ---------------- | ----- | ---------------- |
| 1990   | 1998 | Los Cárcamo     | Director general |       | Canal 13 (Chile) |
| 1990   | 1999 | Los Cárcamo     | Director general |       | Canal 13 (Chile) |
| 2000   | 2007 | Amango          | Director general | T1    | Canal 13 (Chile) |
| 2000   | 2008 | Ana y los siete | Director general |       | Chilevisión      |

### Programas - director general
- 1977: El show del tío Alejandro (Canal 13)
- 1978-1980: Almorzando en el Trece (Canal 13')
- 1987: De chincol a jote (Canal 13)
- 1995-1996: Teatro en Canal 13 (Canal 13)
- 1999: Chita Q’ Lindo (Canal 13)
- 2008: Teatro en Chilevisión (Chilevisión)